# Jednoduché písničky o složitém životě
Jednoduché písničky o složitém životě (2008) je první album kapely Poletíme?, kterou založil Rudolf Brančovský. Obsahuje 15 autorských písniček, obal vytvořil Rudolf Brančovský a Ivoš Macek. Album bylo „pokřtěno“ během koncertu 27. listopadu 2008 v brněnském klubu Desert za účasti několika hostů – evangelického faráře Štěpána Hájka a sponzorů alba. Celé je ke stažení na webových stránkách kapely.

## Písničky
1. Cirkus – 1:56
2. Zuzanka – 2:13
3. Má milá, má milá – 2:39
4. Velryba – 4:04
5. Černá noc, černej den – 4:51
6. Biologické hodiny – 4:15
7. Chlastáme na festivalu – 4:30
8. Smutný příběh – 5:50
9. Holko, holko – 3:05
10. Když dva se opijí – 2:55
11. Sleduj víc mraky – 3:46
12. Popelářská – 4:26
13. Jedna holka se mi asi líbí – 2:23
14. Soutěž – 2:37
15. Rezatá kotva – 3:44

## Nahráli
- Poletíme?
  - Rudolf Brančovský – banjo, elektrická kytara, xylofonek, zpěv
  - Vojtěch Konečný – housle, zpěvy
  - Jáchym Hájek – trubka, zpěvy
  - Ondřej Hájek – piano, akordeon, zpěvy
  - Honza Beran – basová kytara
  - Daniel Kačer Černý – bicí, valcha, zpěvy
- hosté
  - zpěvačky folklorního souboru Púčik (Nikola Dufková, Danka Horáková, Anežka Konečná) a Daniela Exnerová

## Reedice
Album vyšlo v reedici u Indies Scope zároveň s druhým albem kapely Skupina dobře vypadajících mužů (2010) obohaceno o klipy k písničkám Chlastáme na festivalu a Zuzanka. Obal nového vydání vytvořil stejně jako u druhého alba kapely Tomáš „Tupejž“ Vostrejž.